# 符槓

三個音符上方的橫線為符槓

符槓為音符的一部分，以粗線將八分音符或更短的音符連接起來，而且可以橫跨休止符。若本身音符有一個符尾，則連結時變成一個符槓，兩個符尾則變成兩個符槓，如此類推。符槓有標示节拍的作用，第一個音符為強拍，其餘為弱拍，符槓可能是橫線或是斜線，視音符的起伏而定
最初符槓連接的音符標示歌詞中的一個音節，但因不方便因改用連結線代替此作用。

## 位置
符槓的位置是在原音符符尾的位置，而符槓連接的音符一般都是朝同一個方向，也就是符尾都往上（或都往下）。這些音符的平均音高決定符槓的位置，若平均音高低於五線譜的第三線，符尾和符槓一般會在音符的上方，否則一般會在音符的下方。

## 另見
- 音符時值
- 符桿
- 符尾
- 符頭